# クリナップ
クリナップ株式会社 (英: Cleanup Corporation) は、東京都荒川区西日暮里に本社を置く、システムキッチンなどを製造する大手住宅設備機器メーカーである。みどり会の会員企業であり、三和グループに属している。

## 概要
日本で初めて多目的システムキッチンを開発した企業であり、ステンレス製品に強みを持ち、業務用の厨房も扱っている。現社名は1983年からで、同社開発の調理台、ガス台、流し台の3点セットを野球のクリーンナップに喩えたシステムキッチン「クリーンナップトリオ」がヒットしたことから、語感を揃えてから商標として採用、後に社名として採用されたものである。
また、日本にある工場のうち、半数は創業者の出身地である福島県いわき市にあり、いわき市内では四倉など地域によっては企業城下町のような雰囲気もある。

## 沿革
- 1949年：荒川区で座卓を製造販売する事業を興す。
- 1954年：クリナップの前身となる井上食卓株式会社を設立。
- 1960年：ステンレス流し台をテスト販売開始。井上工業に改名
- 1961年：業界初の米びつ付CSM型流し台発売。商標「クリナップ」誕生。
- 1968年：業界初の深型シンクステンレス流し台「ダイヤレザー」及び「オパール」を販売。
- 1970年：同社初のショールームを飯田橋に開設。
- 1972年：業界初の「水切りプレート付流し台」発売。
- 1973年：日本初の多目的システムキッチンを販売。
- 1975年：業界初の画期的なステンレス流し台（側板・背板・底板がステンレス）「さくらDX」を販売。
- 1978年：カウンターキッチンを販売。ヒット商品「クリンレディ」の原型となる。
- 1983年：社名をクリナップ株式会社とする。業界初の簡易施工型システムキッチン「クリンレディ」発売。
- 1984年：日本初のステンレスキャビネットシステムキッチン「真珠」発売。
- 1985年：自社初のシステムバスルーム「松の湯」「竹の湯」発売。
- 1987年：ステンレスのシステムバスルーム「きらら」発売。
- 1988年：英のICI社と人工大理石製造の技術提携を結ぶ。株式を店頭公開。留守番ロッカー「DX型」発売
- 1990年：東京証券取引所2部上場。
- 1991年：東京証券取引所1部上場。システムバスルーム「COSS（コス）」発売。
- 1994年：人工大理石天板「アクリストンワークトップ」発売
- 1997年：ユニバーサルデザインのシステムバス「ラクシーユ」シリーズ発売。
- 1998年：業界初のオールスライド式収納ステンキャビシステムキッチン「S.S.」を発売。
- 1999年：業界初のフロアコンテナ（足元収納）システムキッチン「クリンレディ」を発売。
- 2004年：「クリンレディ」にサイレント仕様（静音シンク、静音レール）を搭載。
- 2004年：「アクリア」を発売。
- 2005年：業界初の「スーパーサイレントe‐シンク（のちに美サイレントシンク）」を搭載した「S.S.」「クリンレディ」を発売。
- 2007年：ステンキャビネット洗面化粧台「S/」（エス）を発売。
- 2007年：新「アクリア」を発売、床夏シャワー搭載。
- 2011年：東日本大震災により、いわき市にある主力工場および関連会社が被災、操業停止を余儀なくされる。6月、「クリンレディ」をステンレスエコキャビネット仕様にリニューアルし発売。
- 2018年 : 35年間に渡りクリナップの販売の主力であった「クリンレディ」から「ステディア」にモデルチェンジ。

## 工場
- 四倉工場（福島県いわき市）
- 鹿島工場（福島県いわき市）
- 鹿島システム工場（福島県いわき市）
- 湯本工場（福島県いわき市）
- 岡山工場（岡山県勝田郡勝央町）
- 津山工場（岡山県津山市）

## 主な商品
- システムキッチン
  - セントロ
  - ステディア
  - ラクエラ
  - コルティ
  - SK
  - さくら
  - すみれ
  - クリンプレティ
  - KT

- 業務用厨房

- システムバス
  - セレヴィア
  - ラクヴィア
  - GR

- 洗面化粧台
  - ティアリス
  - エルヴィータ
  - 洗面S
  - ファンシオ
  - ラクトワ
  - BGAシリーズ
  - BTSシリーズ

## 過去の商品
- システムキッチン
  - クリンレディ
  - S.S
  - モダンシリーズ
  - クレステージ
  - クリンレディII
  - クリンミセスS
  - クリンレディS
  - キャプランS
  - EKキッチン

など
- 洗面化粧台
  - アクリアサルーン
  - フォルティア
  - クリンレディ洗面

など
- 玄関ドア
  - カラーステンレス玄関ドア

- システムバス
  - ハイロ
  - 松ノ湯・竹ノ湯
  - クリンプラージュ
  - クリンプラージュII
  - フォルシー
  - COSS
  - COSS II
  - COSS III
  - COSS IV
  - ラクシーユα
  - ラクシーユII
  - ラクシーユIII
  - ラクシーユIV
  - Jシリーズ（JUD・JUF・JFD）
  - Lシリーズ（LUD・LUF・LFD）
  - ラクシーユMシリーズ（MA・MB・MC・MD）

など
- 洗面化粧台
  - アクリアサルーン
  - フォルティア
  - クリンレディ洗面

など

## 自社生産していない機器の主な供給元
- 玄関ドア
  - カラーステンレス玄関ドア
- 玄関ドア
  - カラーステンレス玄関ドア
- レンジフード・浴室用換気扇:
  - パナソニック エコシステムズ（「クリンレディ」2011年以降モデルより）
  - 富士工業
  - 東芝キヤリア
  - 三菱電機
- IHクッキングヒーター（ビルトインタイプ）
  - パナソニック
  - 日立アプライアンス
  - 三菱電機
  - 三化工業

- ガステーブル（ビルトインタイプ）
  - ハーマン
  - リンナイ
  - パロマ

- 水栓類：
  - TOTO
  - KVK
  - 三栄水栓
  - リクシル

- 給湯器（石油及びガス）・エコキュート
  - リンナイ
  - パロマ
  - 長府製作所
  - パナソニック
  - ダイキン工業
  - 日立アプライアンス
  - 東芝
  - 三菱電機

- 照明器具
  - パナソニック
  - 日立アプライアンス
  - 東芝ライテック
  - 三菱電機照明
  - NECライティング
  - 大光電機
  - アイリスオーヤマ
  - KOIZUMI

## 提供番組
- 相葉マナブ（テレビ朝日系列） - 2021年10月から提供開始、ドギーマンから引き継いだ。

### かつて提供スポンサーだった番組
※太字は筆頭スポンサー
- 歌のワイド90分!（日本テレビ系列）
- 水曜日夜10時ドラマ（同上）[注 1]
- 水曜グランドロマン（同上）
- 午後は○○おもいッきりテレビ（同上）
- NTV紅白歌のベストテン（同上、1971年頃）
- いつみても波瀾万丈（同上）
- 渡る世間は鬼ばかり（TBS系列）第8シリーズのみ
- ここがヘンだよ日本人（同上）
- 関口宏の東京フレンドパークII（同上）
- さんまのスーパーからくりTV（同上）
- 金子信雄の楽しい夕食（朝日放送制作、テレビ朝日系列。スポンサーではないが、番組中に表示あり。）
- ドカンと一発60分!（同上、1975年 - 1976年）
- 幸せって何だっけ 〜カズカズの宝話〜（フジテレビ系列）
- めざまし8（フジテレビ系列）[3]
- クイズ!地球まるかじり（テレビ東京系列）
- 朝だ!生です旅サラダ（ABCテレビ制作、テレビ朝日系列）- 2017年10月7日より提供。2018年3月31日で降板[注 2]。
- 名医とつながる!たけしの家庭の医学（朝日放送テレビ制作、テレビ朝日系列）- 2018年4月3日の3時間スペシャルより提供[注 3]。
- 日本人の3割しか知らないこと くりぃむしちゅーのハナタカ!優越館（テレビ朝日系列）- 2018年4月5日の「ザ・タイムショック最強クイズ王決定戦SP2018春」より提供開始、2018年10月からはトヨタ自動車に交代。
- 土曜はナニする!?（関西テレビ）など

## CMイメージキャラクター
- 三橋達也
- コシミハル
- 滝田栄
- 東ちづる
- 浅田美代子
- 中江有里
- 小野麻亜矢
- スリムクラブ
- 松たか子